# كلما جاءوا أصعب (فلم)
كلما جاءوا أصعب (بالإنجليزية: The Harder They Come)، هُو فيلم جريمة جامايكي صدر سنة 1972 وأخرجه Perry Henzell. تولى الثنائي هنزل وتريفور رون كتابة سيناريو الفيلم، بينما أدى جيمي كليف دور البطولة.

## وصلات خارجية
- مقالات تستعمل روابط فنية بلا صلة مع ويكي بيانات